# Surazomus peregrinus
Espèce
Surazomus peregrinus est une espèce de schizomides de la famille des Hubbardiidae.

## Distribution
Cette espèce est endémique du Oaxaca au Mexique. Elle se rencontre vers Santa Catarina Juquila.

## Description
Le mâle holotype mesure 3,60 mm.

## Systématique et taxinomie
Cette espèce a été décrite par Monjaraz-Ruedas, Prendini et Francke en 2020.

## Publication originale
- Monjaraz-Ruedas, Prendini & Francke, 2020 : « First species of Surazomus (Schizomida: Hubbardiidae) from North America illuminate biogeography of shorttailed whipscorpions in the New World. » Arthropod Systematics and Phylogeny, vol. 78, no 2, p. 245–263.